# تهیه‌کنندگان (مجموعه تلویزیونی)
تهیه‌کنندگان (انگلیسی: The Producers; کره‌ای: 프로듀사; لاتین‌نویسی اصلاح‌شده: Peurodyusa) یک مجموعهٔ تلویزیونی کمدی-درام کره جنوبی به نویسندگی پارک جی-اون و کارگردانی سو سو-مین و پیو مین-سو است. در این مجموعه چا ته-هیون، گونگ هیو جین، کیم سو هیون و لی جی-اون (آی‌یو) بازی می‌کنند. این مجموعه از ۱۵ مه تا ۲۰ ژوئن ۲۰۱۵، جمعه و شنبه‌ها ساعت ۲۱:۱۵ (کی‌اس‌تی) برای ۱۲ قسمت از کی‌بی‌اس۲ پخش شد.

## خلاصهٔ داستان
در مرکز یوئیدو ساختمان کی‌بی‌اس قرار دارد. در طبقهٔ ششم دفاتر پارتیشن‌بندی شده وجود دارد که در آن کارمندان در بخش‌های مختلف کار می‌کنند، و برنامه‌های کاری پر مشغله‌ای مانند فیلم‌برداری، تدوین و برگزاری جلسات شبانه دارند.

## بازیگران

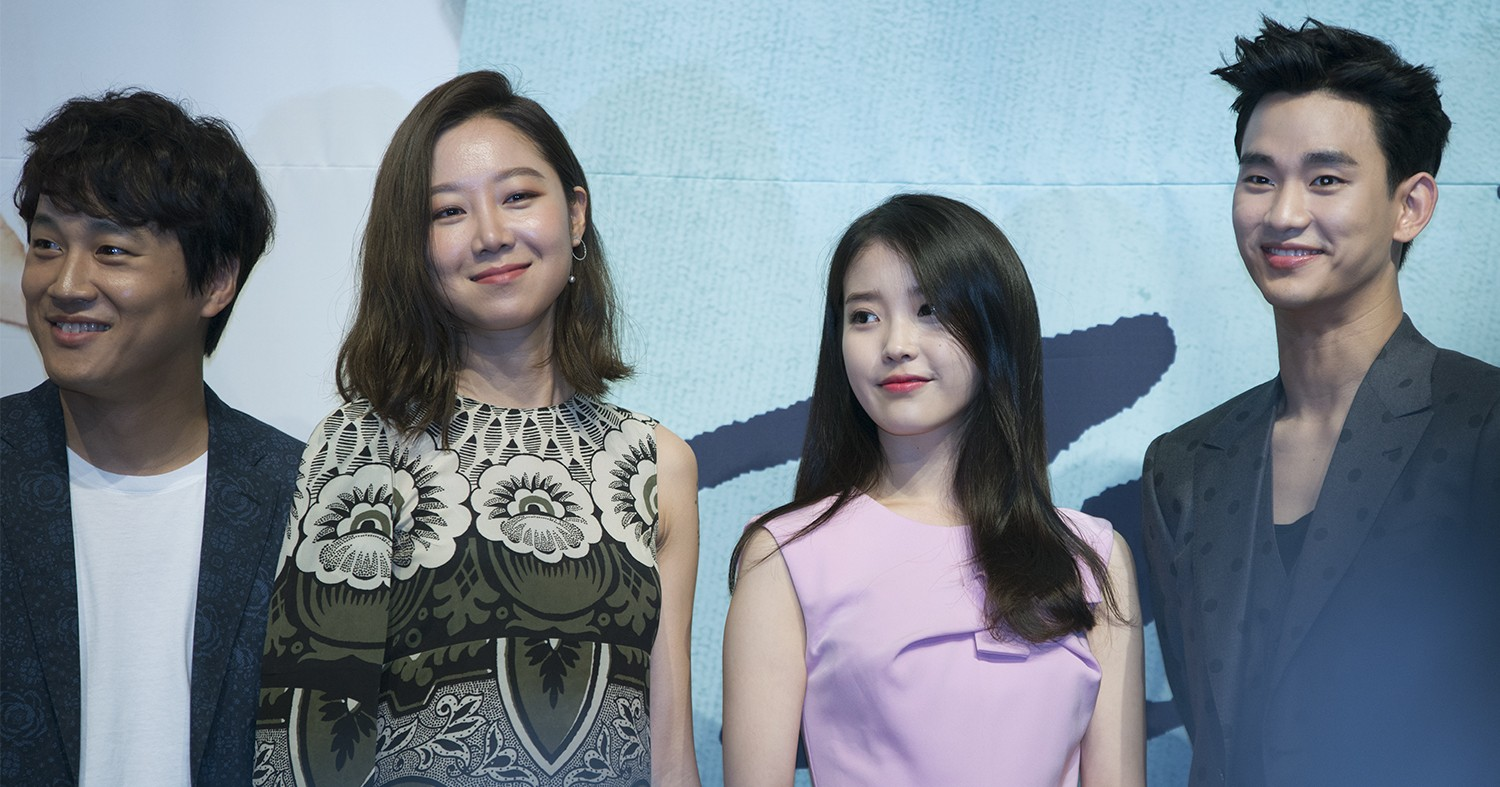
بازیگران «تهیه‌کنندگان» در کنفرانس مطبوعاتی عکس گرفتند، مه ۲۰۱۵

### اصلی
- چا ته-هیون در نقش را جون-مو[۳]
  - گیل جونگ-وو در نقش کودکی جون-مو
  - چه سانگ-وو در نقش نوجوانی جون-مو
- گونگ هیو جین در نقش تاک یه-جین[۴][۵]
  - لی جی-وون در نقش کودکی یه-جین
  - ها سونگ-ری در نقش نوجوانی یه-جین
- کیم سو هیون در نقش بک سونگ-چان
  - پارک سانگ-هون در نقش کودکی سونگ-چان
- لی جی-اون (آی‌یو) در نقش سیندی[۶][۷][۸]
  - پارک سون در نقش کودکی سیندی

### مکمل
کی‌بی‌اس
- پارک هیوک-کوان در نقش کیم ته-هو، (همنام تولیدکننده اجرایی برنامه اینفینیت چلنج در شبکه رقیب ام‌بی‌سی) تهیه‌کننده ارشد بخش ورایتی
- کیم جونگ کوک در نقش کیم هونگ-سون، پی‌دی اپن کنسرت[۹]
- سو کی-چول در نقش جانگ این-پیو، مدیر بخش ورایتی
- یه جی-ون در نقش گو یانگ-می، مدیر دفتر بخش ورایتی
- گی جو-بونگ در نقش پارک چون-بونگ، رئیس کی‌بی‌اس
- لی جو-سونگ در نقش کیم جون-به، مدیر هماهنگی ۲ روز و ۱ شب.
- لی چه-اون در نقش سون جی-یون، نویسندهٔ ۲ روز و ۱ شب[۱۰]
- گو بو-گیول در نقش وانگ مین-جونگ، جوان‌ترین نویسندهٔ ۲ روز و ۱ شب
- به یو-رام در نقش ریو ایل-یونگ، دستیار کارگردان ۲ روز و ۱ شب
- شین جو-هوان در نقش هیونگ-گون، دستیار کارگردان ۲ روز و ۱ شب
- سوسانا نو در نقش نویسندهٔ ۲ روز و ۱ شب
- کیم سون-آه در نقش کیم دا-جونگ، جوان‌ترین نویسندهٔ بانک موسیقی
- جانگ سونگ-بوم در نقش دستیار پی‌دی بانک موسیقی

آژانس بیون انترتینمنت
- نا یونگ-هی در نقش بیون می-سوک، مدیرعامل آژانس
- چوی کوان در نقش مدیر جادهٔ سیندی
- جو هان-چول در نقش منشی کیم
- جانی] در نقش جینی، یک کارآموز در آژانس
- نا هائه-ریونگ (از گروه بستی) در نقش یونا، خوانندهٔ سابق آژانس
- چو سونگ-هی (از گروه دایا) در نقش یو-جو، عضو پینکی‌فور
- کیم سو-یون در نقش کریستین، عضو پینکی‌فور
- جونگ می-می (از گروه گوگودان) در نقش ها-نول، عضو پینکی‌فور
- پارک سو-یون در نقش کارآموز جوان
- لی جی-هو در نقش کارآموز جوان
- کیم یه-ون در نقش کارآموز جوان
- لی سو یونگ در نقش کارآموز جوان

خانوادهٔ بک
- کیم جونگ-سو در نقش بک بو-سون، پدر سونگ-چان
- کیم هه-اوک در نقش لی هو-نام، مادر سونگ-چان
- پارک هی-ون در نقش بک جه-هی، خواهر بزرگتر سونگ-چان
- پارک جونگ-هوان در نقش بک یونگ-چان، برادر بزرگتر سونگ-چان
- چوی سون-یونگ در نقش بک یو-بین، خواهر کوچکتر سونگ-چان
- کانگ شین-چول در نقش میونگ جی-هون، همسر جه-هی

سایر بازیگران
- ایم یه-جین در نقش پارک بونگ-سون، مادر جون-مو
- کیم هی-چان در نقش تاک یه-جون، برادر کوچکتر یه-جین
- جونگ هان-هی در نقش دختر کیم ته-هو
- یون یو-سون در نقش زن کیم ته-هو
- کیم سا-کوان
- لی دو-سوک
- جو چانگ-گون
- جین یونگ-ووک
- جون هون-ته
- هوانگ مین-هو
- آن سه-ها در نقش مدیر برنامه
- لی جونگ-هو در نقش خبرنگار کانگ
- ریو جون-یول در نقش جو جونگ-هیون

### حضورهای افتخاری
| قسمت ۱ - گرلز جنریشن-تی‌تی‌اس قسمت‌های ۱–۲ (اعضای ثابت ۲ روز و ۱ شب - فصل ۴) - یون یو-جونگ - هوانگ شین-هه - گیوم بورا - هیون یونگ قسمت‌های ۱–۴ - جو یون-هی در نقش شین هه-جو، دستیار کارگردان در «انترتینمنت ویکلی» و کراش سونگ-چان قسمت ۳ - شین دونگ-یوم - لی یونگ-جا - کال‌تو - یو هی-یول - یون جونگ-شین - جو جونگ-چی - جون هیون-مو - هانی - نیکون - جکسون وانگ - جو کوان - سونمی - هونگ کیونگ-مین - جانگ هیوک در نقش جانگ هیون-سونگ، دوست‌پسر سابق یه-جین - لی چون‌هی در نقش لی مین-چول، دوست‌پسر سابق یه-جین قسمت‌های ۳–۴ - جی. وای. پارک | قسمت‌های ۴–۵، ۱۲ (اعضای ثابت ۲ روز و ۱ شب – فصل ۵) - ساندارا پارک - مین‌وو - جیسو قسمت‌های ۴–۵، ۱۰، ۱۲ (اعضای ثابت ۲ روز و ۱ شب – فصل ۵) - کانگ سونگ-یون - کیم مین-جه قسمت ۵ - یو هو-جین در نقش پی‌دی ۲ روز و ۱ شب – فصل ۳ قسمت ۶ - لی سونگ-گی - نارازو قسمت ۸ - گو آرا قسمت ۹ - کی. ویل - پارک بوگوم - مونستااکس - کیم ریووک قسمت ۱۰ - جونگ جون-یونگ در نقش آنتی فن سیندی - روی کیم در نقش آنتی فن سیندی - سول این-آه در نقش آنتی فن سیندی - سو کیونگ-سوک در نقش وکیل طرفدار سیندی قسمت ۱۲ - سونگ-هه - کیم سنگ-مین |